# Arquebisbat de Tunis
L'arquebisbat de Tunis (àrab: أبرشية تونس, abraxiyyat Tūnis; francès: Archidiocèse de Tunis; llatí: Archidioecesis Tunetana) és una seu de l'Església Catòlica a Tunísia, immediatament subjecta a la Santa Seu. Al 2014 tenia 25.000 batejats sobre una població de 10.886.500 habitants. Actualment està regida per l'arquebisbe Ilario Antoniazzi.

## Territori
La diòcesi comprèn tot el territori de Tunísia.
La seu episcopal és la ciutat de Tunis, on es troba la catedral de Sant Vicenç de Paül.
El territori s'estén sobre 162.155 km², i està dividit en 10 parròquies.

## Història
En època romana, la ciutat de Tunis era una seu episcopal de la província romana de l'Àfrica Proconsular. Dos bisbes es coneixen d'aquest període: Llucià, que va participar com a catòlic a la Conferència de Cartago del 411, que va veure reunits els bisbes catòlics i donatistes a l'Àfrica romana; i Sextilià, que va representar a Primós de Cartago al concili de Constantinoble el 553.
El 20 d'abril de 1624, amb el breu Dilecto filio el papa Urbà VIII va establir la missió caputxina a Tunis; el superior de la missió tenia el títol de Procurador dels esclaus cristians. El primer superior de la missió va ser el Pare Angelo da Coniglione, ell mateix esclau. Els superiors dels Caputxins més tard, després de 1671, tenien el títol de prefecte i pro-vicari apostòlic. Fins al 1636, els missioners caputxins venien de la província de Sicília; més tard, i fins al 1842, van ser substituïts pels de la província de Ligúria.
El 12 de desembre de 1772, amb la breu Pro commissa del papa Climent XIV, la missió de Tunis es va encomanar als vicaris apostòlics d'Alger.
El 21 de març de 1843, amb el breu Ex debito del Papa Gregori XVI, es va erigir el vicariat apostòlic de Tunis.
A partir de 1881 va passar a anomenar-e el vicariato apostòlic de Tunísia.
El 10 de novembre de 1884 a causa de la butlla Materna Ecclesiae caritas de Papa Lleó XIII el vicariat apostòlic va ser elevat al rang d'arxidiòcesi i va assumir el nom de l'arxidiòcesi de Cartago, que es va combinar amb el títol de Primat d'Àfrica.
El 9 de juliol de 1964 en virtut de la butlla Prudens Ecclesiae del Papa Pau VI, l'arxidiòcesi de Cartago va ser suprimida i, simultàniament, va ser restaurada com a seu titular. En lloc de la seu es va construir una prelatura territorial, amb el nom de Prelatura territorial de Tunísia, immediatament subjecta a la Santa Seu.
El 31 de maig de 1995, en virtut de la butlla Antiquorum istius, va tornar a ser una seu episcopal amb el nom de diòcesi de Tunis.
La diòcesi va ser visitada pel papa Joan Pau II el 14 d'abril de 1996.
El 22 de maig de 2010 va ser elevada al rang d'arxidiòcesi amb la butlla Cum in Tunetana del Papa Benet XVI.

## Cronologia episcopal

### Prefectes i pro-vicaris apostòlics
- Angelo da Coniglione o Corleone, O.F.M.Cap. (20 d'abril de 1624 - 1630)
- Luigi di Palermo, O.F.M.Cap. (1630 - 1636)
- Alessandro da Genova, O.F.M.Cap. (30 de gener de 1636 - ?)
- Jean le Vacher, C.M. (1650 - 1671)
- Carlo d'Ancona, O.F.M.Cap. (1672 - ?)
- Vincenzo da Frascati, O.F.M.Cap. (1683 - ?)
- Luigi da Taggia, O.F.M.Cap. (1836 - 1842)

### Vicaris apostòlics, bisbes i arquebisbes

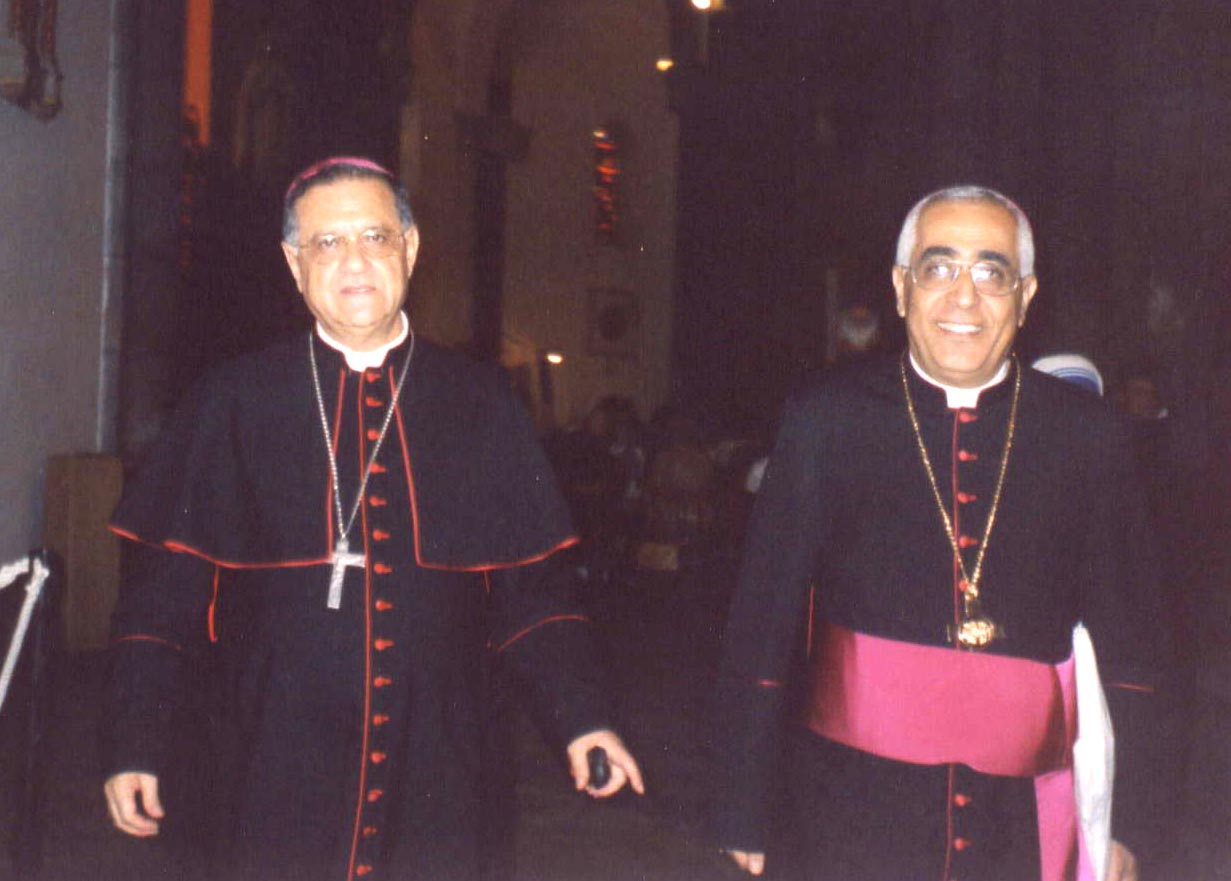
Mons. Fouad Twal (a l'esquerra) acull a Tunis mons. Lahham (a la detra), 30 d'octubre de 2005

- Fedele Sutter da Ferrara, O.F.M.Cap. (5 de juliol de 1844 - 28 de juny de 1881, per renúncia)
  - Sede vacante (1881-1884)
- Spiridion-Salvatore-Costantino Buhadgiar, O.F.M.Cap. (12 d'agost de 1884 - 20 de novembre de 1884, per renúncia)
- Charles-Martial-Allemand Lavigerie, M.Afr. (10 de novembre de 1884 - 25 de novembre de 1892, per mort)
- Barthélemy Clément Combes (16 de juny de 1893 - 20 de febrer de 1922, per mort)
- Alexis Lemaître, M.Afr. (20 de febrer de 1922 - 16 de maig de 1939, per mort)
- Charles-Albert Gounot, C.M. (16 de maig de 1939 - 20 de juny de 1953, per mort)
- Paul-Marie-Maurice Perrin (29 d'octubre de 1953 - 9 de juliol de 1964, per renúncia)
- Michel Callens, M.Afr. (9 de gener de 1965 - 19 d'agost de 1990, per mort)
- Fouad Twal (30 de maig de 1992 - 8 de setembre de 2005, per nomenament com a arquebisbe coadjutor de Jerusalem)
- Maroun Elias Nimeh Lahham (8 de setembre de 2005 - 19 de gener de 2012, per nomenament com a arquebisbe auxiliar de Jerusalem, a títol personal)
- Ilario Antoniazzi (21 de febrer de 2013-actualitat)

## Estadístiques
A finals del 2014, la diòcesi tenia 25.000 batejats sobre una població de 10.886.000 persones, equivalent al 0,2% del total.
| any  | població | població   | població | sacerdots | sacerdots       | sacerdots       | sacerdots             | diaques | religiosos | religiosos | parròquies |
| ---- | -------- | ---------- | -------- | --------- | --------------- | --------------- | --------------------- | ------- | ---------- | ---------- | ---------- |
| any  | batejats | total      | %        | total     | clergat secular | clergat regular | batejats por sacerdot | diaques | homes      | dones      |            |
| 1949 | 280.000  | 3.230.950  | 8,7      | 170       | 80              | 90              | 1.647                 |         | 80         | 500        | 238        |
| 1959 | 70.000   | 3.800.000  | 1,8      | 179       | 88              | 91              | 391                   |         | 115        | 547        | 78         |
| 1970 | 35.000   | 4.960.000  | 0,7      | 83        | 37              | 46              | 421                   |         | 71         | 410        | 21         |
| 1977 | 18.000   | 5.870.000  | 0,3      | 61        | 26              | 35              | 295                   | 1       | 52         | 250        | 24         |
| 1988 | 15.500   | 7.300.000  | 0,2      | 48        | 19              | 29              | 322                   |         | 38         | 198        | 15         |
| 1999 | 22.000   | 9.200.000  | 0,2      | 35        | 13              | 22              | 628                   |         | 33         | 168        | 13         |
| 2000 | 22.000   | 9.200.000  | 0,2      | 43        | 13              | 30              | 511                   |         | 39         | 160        | 13         |
| 2001 | 22.000   | 9.500.000  | 0,2      | 33        | 12              | 21              | 666                   |         | 28         | 165        | 12         |
| 2002 | 22.000   | 10.000.000 | 0,2      | 28        | 11              | 17              | 785                   |         | 24         | 153        | 12         |
| 2003 | 20.000   | 9.673.600  | 0,2      | 28        | 11              | 17              | 714                   |         | 22         | 139        | 12         |
| 2004 | 20.000   | 9.700.000  | 0,2      | 34        | 13              | 21              | 588                   |         | 25         | 139        | 11         |
| 2007 | 20.100   | 10.030.000 | 0,2      | 35        | 15              | 20              | 574                   |         | 28         | 126        | 10         |
| 2010 | 21.000   | 11.000.000 | 0,2      | 32        | 11              | 21              | 656                   | 1       | 27         | 121        | 10         |
| 2014 | 25.000   | 10.886.500 | 0,2      | 32        | 10              | 22              | 781                   |         | 26         | 105        | 10         |